# Jungiella procera
Jungiella procera är en tvåvingeart som beskrevs av Krek 1971. Jungiella procera ingår i släktet Jungiella och familjen fjärilsmyggor. Inga underarter finns listade i Catalogue of Life.